# Euceros albibasalis
Euceros albibasalis là một loài tò vò trong họ Ichneumonidae.